# Établissements Lempereur & Bernard

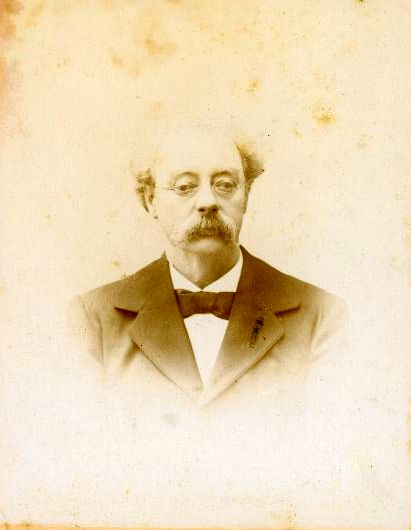
Lambert Bernard 1837-1912

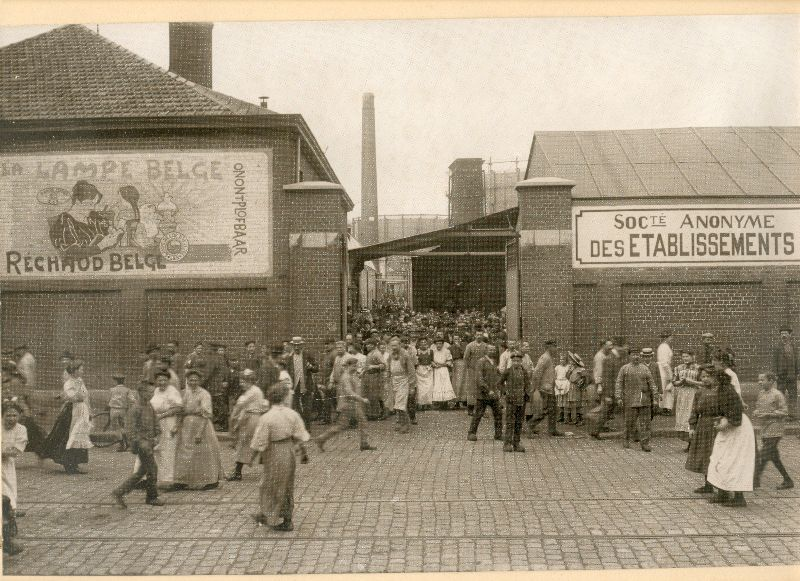
Sortie d'usine dans les années 1900

Les Établissements Lempereur & Bernard est une société en nom collectif fondée par Joseph Lempereur et son beau-frère Lambert Bernard en 1867 qui était installée quai de Coronmeuse 32 à Herstal près de Liège (Belgique). La société a démarré par la production d'une variante améliorée de lampe de mineur du type Mueseler. En 1887, elle prend la forme d'une Société anonyme, sous la dénomination de "Société Anonyme pour la fabrication d'appareils d'éclairage". En 1905, le nom est changé en "Société Anonyme des Etablissements Lempereur et Bernard".
La principale production fut toutefois une lampe à pétrole de marque déposée en 1883 et appelée « Lampe Belge ». Cette activité est couronnée de succès. Un exemplaire se trouve à la Maison de la métallurgie et de l'industrie de Liège. 
La société disposait d’une succursale commerciale à Paris. En 1886 déjà, la firme allemande A.Riegermann avait obtenu le droit d’utilisation du brevet. De façon similaire, en 1891 la firme the Midland Lighting Co.Ltd., the Stanhope Street a Birmingham (Angleterre) obtient également le droit de fabriquer les lampes.
La Lampe Belge est reconnaissable par son écusson L & B entouré de rayons de soleils. En 1893, en Allemagne, la marque déposée L&B sera changée en « L&B;AR »  (AR pour Albert Riegermann). On rencontre également des lampes avec écusson "L&B Paris" fabriquées, en fait, à Liège.
En Belgique, elle a poursuivi ses activités jusqu'à la guerre 14-18. Après celle-ci, la société s’est reconvertie en laminoir et fonderie à cuivre. À partir de 1932, elle s'est diversifiée dans la fabrication d’appareillages électriques industriels.
La société a cessé ses activités en 1950. Le site industriel, abandonné, a été reconverti dans les années 1990 en une voirie et une zone d’activité artisanale.
À titre anecdotique, notons que Lambert Bernard était un amateur du dialecte wallon et membre actif de la Société de langue et de littérature wallonnes. Par exemple, il a commandité un monologue en wallon à Joseph Duysenx : Li Crèyassion dè l'feme (avril 1910). Henri, le fils de Joseph Lempereur, en faisait également partie.